# 贺泥
贺泥（?—?），为南北朝北魏鲜卑族，贺兰部人。
贺纥的曾孙，贺悦的儿子，北魏道武帝拓跋珪的从表兄弟。贺泥袭爵北新公，后降为肥如侯。太祖拓跋珪崩，京师平城乱象，贺泥出京于安阳城北举烽火，贺兰部人都去投奔他。魏明元帝即位，他才罢兵。下诏贺泥与拓跋浑等八人在左右拾遗补阙。他与北新侯安同，持节行并州、定州二州，劾奏并州刺史元六头等人都伏罪，州郡井然有序。后贺泥从魏太武帝征伐夏国赫连昌，以功进爵为琅邪公，军国大议，贺泥可以参预。征柔然，贺泥为别道将，因为追敌不进，使诈增加敌人的首级，因罪当斩，他赎钱为庶人。之后，拜光祿勳，为外都大官，复琅邪公本爵。在官任上去世。

## 子
- 贺丑建：袭爵琅琊公